# Paula Lehtomäki
Paula Ilona Lehtomäki (ur. 29 listopada 1972 w Kuhmo) – fińska polityk, była minister handlu zagranicznego i rozwoju oraz minister środowiska, a także wiceprzewodnicząca Partii Centrum.

## Życiorys
Paula Lehtomäki ukończyła nauki społeczne na Uniwersytecie Turku oraz ekonomię i administrację w Szkole Handlowej Turku. W latach 1995–1997 pracowała jako nauczycielka.
W 1997 rozpoczęła karierę polityczną. W latach 1997–2004 zasiadała w radzie miejskiej w Kuhmo. W 1999 po raz pierwszy dostała się do parlamentu z ramienia Partii Centrum. W wyborach parlamentarnych w 2003, 2007 i 2011 uzyskiwała reelekcję. W latach 1999–2003 była członkinią fińskiej delegacji w Radzie Nordyckiej. W 2002 została wybrana na wiceprzewodniczącą Partii Centrum.
Od kwietnia 2003 do września 2005 oraz ponownie od marca 2006 do kwietnia 2007 zajmowała stanowisko ministra handlu zagranicznego i rozwoju w rządach Anneli Jäätteenmäki i Mattiego Vanhanena. Była w tych okresach również ministrem w kancelarii premiera, a od kwietnia do czerwca 2003 również ministrem w resorcie handlu i przemysłu. W międzyczasie zastępowała ją Mari Kiviniemi. W kwietniu 2007 została ministrem środowiska w drugim gabinecie tego samego premiera; we wrześniu 2007 w związku z urlopem macierzyńskim zastąpił ją Kimmo Tiilikainen. Powróciła na tę funkcję w kwietniu 2008, po czym utrzymała zajmowane stanowisko również w powołanym w czerwcu 2010 rządzie Mari Kiviniemi. Zakończyła urzędowanie w czerwcu 2011. W 2015 odeszła z parlamentu, krótko zasiadała w nim ponownie w lutym 2017. Również w 2015 została powołana na sekretarza stanu przy premierze. W lutym 2017 krótko ponownie wykonywała obowiązki posłanki. W 2019 powołana na sekretarza generalnego Nordyckiej Rady Ministrów.

## Odznaczenia
- Krzyż Komandorski z Gwiazdą Orderu Sokoła Islandzkiego (Islandia, 2018)[3]